# أحمد الشاجي
أحمد الشاجي (مواليد 3 مايو 1986، لاعب كرة قدم إماراتي يلعب كحارس مرمى في نادي الحمرية .
لعب سابقاً مع نادي الإمارات ونادي رأس الخيمة ونادي الجزيرة الحمراء وعاد إلى نادي الإمارات عام 2009.

## روابط خارجية
- أحمد الشاجي على موقع Soccerway.com (الإنجليزية)